# Distretto di Bayadha
Il distretto di Bayadha è un distretto della provincia di El Oued, in Algeria.

## Comuni
Il distretto di Bayadha comprende 1 comune:
- Bayadha